# Alveolarni vibrant
Alveolarni vibrant jest suglasnik koji postoji u nekim jezicima; u međunarodnoj fonetskoj abecedi za njega se koristi simbol [r].
U transkripcijama jezika koji nemaju ovaj glas (engleski, njemački) često se ovim simbolom koristi za označavanje sličnih glasova.
Baskijski, španjolski, portugalski i albanski razlikuju ovaj glas i alveolarni dotačnik kao različite foneme (npr. u španjolskom pero /ˈpeɾo/ „ali” u usporedbi s perro /ˈpero/ „pas”).
Glas ima nekoliko varijanti (dentalnu, alveolarnu, postalveolarnu).
Glas postoji u standardnom hrvatskom i većini narječja; svi se pravopisi hrvatskog jezika također koriste simbolom r (vidjeti slovo r).
Karakteristike su:
- po načinu tvorbe jest vibrant
- po mjestu tvorbe jest alveolarni suglasnik
- po zvučnosti jest zvučan.

Glas se nalazi u 21,1 % jezika zabilježenih u bazi podataka UPSID.

## Vanjske poveznice
- UCLA Phonological Segment Inventory Database (UPSID)(eng.)